# Hurum
Gmina Hurum (norw. Hurum kommune) – norweska gmina leżąca w regionie Buskerud. Jej siedzibą jest miasto Klokkarstua.
Hurum jest 354. norweską gminą pod względem powierzchni.

## Demografia
Według danych z roku 2005 gminę zamieszkuje 8799 osób. Gęstość zaludnienia wynosi 53,96 os./km². Pod względem zaludnienia Hurum zajmuje 120. miejsce wśród norweskich gmin.
| ludność stan na 1 stycznia 2005 |         |           |       |
|                                 | kobiety | mężczyźni | razem |
| osób                            | 4372    | 4427      | 8799  |
| %                               | 49,69%  | 50,31%    | 100%  |

| wykształcenie stan na 1 października 2004 |            |         |        |          |
|                                           | podstawowe | średnie | wyższe | nieznane |
| osób                                      | 1521       | 3912    | 1298   | 160      |
| %                                         | 22,07%     | 56,77%  | 18,84% | 2,32%    |

## Edukacja
Według danych z 1 października 2004:
- liczba szkół podstawowych (norw. grunnskolar): 7
- liczba uczniów szkół podst.: 1331

## Władze gminy
Według danych na rok 2011 administratorem gminy (norw. rådmann) jest Gudmund Wasmuth Notøy, natomiast burmistrzem (norw. ordfører, d. borgermester) jest Anne Hilde Rese.